# Stenkläpparna (vid Österskär, Korpo)
Stenkläpparna är öar i Finland. De ligger i Skärgårdshavet och i kommunen Pargas i landskapet Egentliga Finland, i den sydvästra delen av landet. Öarna ligger omkring 79 kilometer sydväst om Åbo och omkring 210 kilometer väster om Helsingfors. Stenkläpparna ligger 6 meter över havet.
Arean för den av öarna koordinaterna pekar på är 0,4 hektar och dess största längd är 120 meter i nord-sydlig riktning.